# Terremoto Tongwei-Gansu de 1718
Um terremoto ocorreu em 19 de junho de 1718, no Condado de Tongwei, Província de Gansu, Dinastia Qing, atual China. O terremoto estimado com magnitude de onda superficial (Ms) 7,5 foi designado com uma intensidade máxima de Mercalli modificada de X (Extremo), causando danos tremendos e matando 73 000 pessoas.

## Contexto tectônico

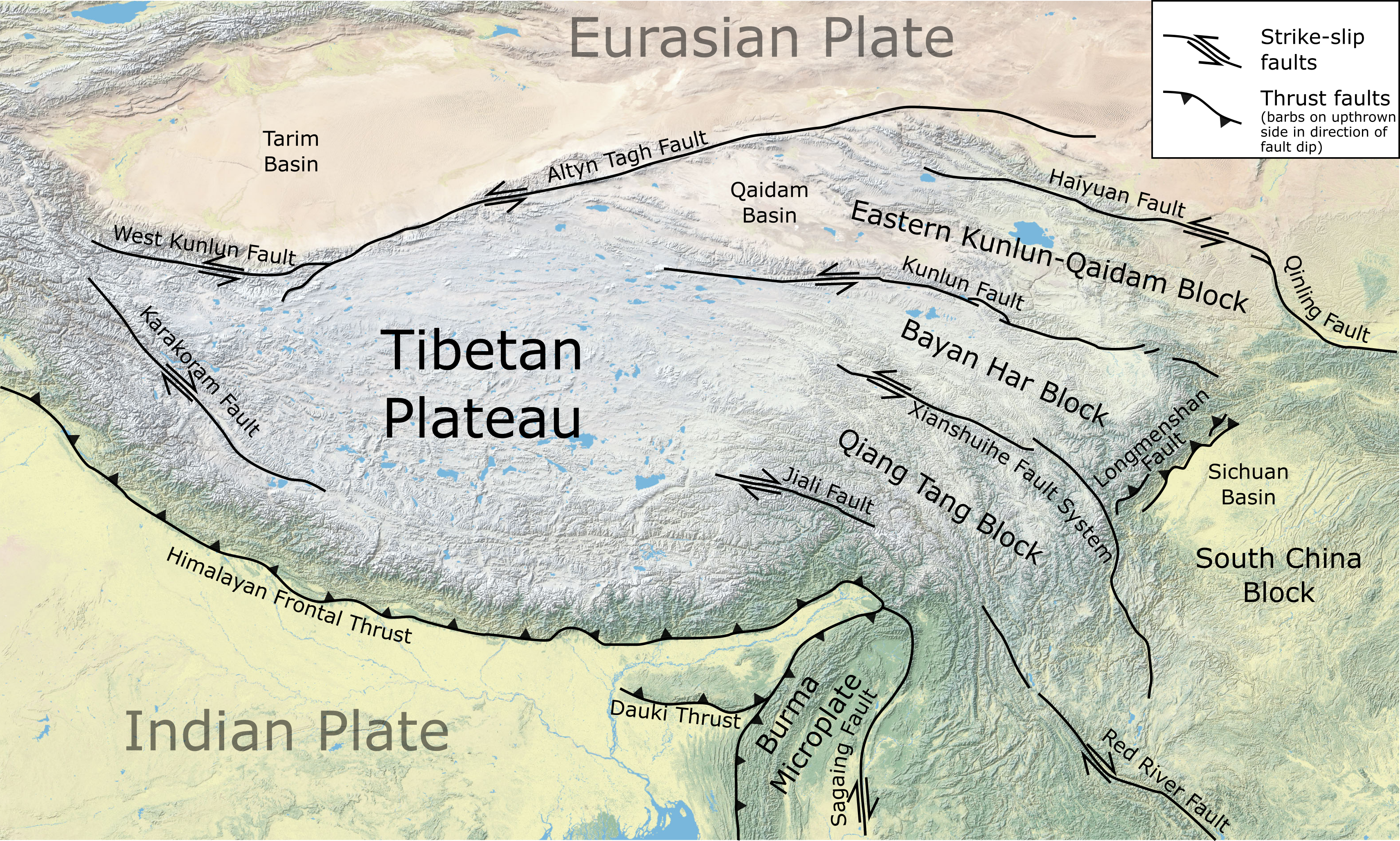
Um mapa da zona de deformação Índia-Ásia com falhas ativas na região.

A tectônica de placas ativa da Província de Gansu, localizada no Planalto Tibetano, é dominada pela colisão continental norte–sul da Placa Indiana e da Placa Eurasiática. À medida que a Placa Indiana colide ao longo de uma limite de placas convergente conhecida como Falha Principal do Himalaia, sendo de crosta continental, ela não subduz: ao contrário, ela penetra na Placa Eurasiática. Este processo deforma severamente a Placa Eurasiática, elevando a crosta e formando o Planalto Tibetano. A força da convergência da Placa Indiana empurra o Planalto Tibetano para leste, em direção à Bacia de Sichuan, formando outra zona de colisão. Esta colisão e a consequente deformação crustal da Placa Eurasiática são acomodadas pelo sistema de falhas Xianshuihe, Falha Haiyuan, Falha Kunlun, falha Altyn Tagh e Falha Longmenshan. A presença de falhas ativas em Gansu torna a região vulnerável a terremotos prejudiciais. O mortífero terremoto de Sichuan de 2008 ocorreu devido a uma ruptura de falha de empurrão na Falha Longmenshan. Os terremotos de Haiyuan de 1920 e Gulang de 1927 ocorreram devido a rupturas ao longo da Falha Haiyuan.

## Terremoto
A Falha de Qinling Ocidental no planalto tibetano, uma falha transformante ativa lateral esquerda, foi proposta como a fonte do terremoto, embora não haja evidência sismológica para provar isso. Nos séculos desde o evento, a falha não produziu nenhum grande terremoto. Outra fonte proposta é a adjacente falha de empurrão Tongwei, embora pouco seja conhecido sobre sua atividade sísmica associada. Nenhuma ruptura de superfície do terremoto foi documentada, sugerindo que pode ser um terremoto de ruptura enterrada.

## Efeitos
O terremoto ganhou atenção científica notável devido ao desencadeamento de mais de 300 grandes deslizamentos de terra. Muitos desses deslizamentos consistiam em vários metros de depósitos de loess e folhelho ao longo de encostas íngremes perto do Rio Wei. Três dos maiores deslizamentos de terra em Pan'an, Tianshui, Condado de Gangu, tiveram um volume combinado de 6,06 × 108 m3. A localização da distribuição de deslizamentos de terra usando o Google Earth encontrou uma concentração densa de ocorrência ao longo da Falha Tongwei.

## Danos
Todas as estruturas, incluindo escritórios governamentais, escolas, templos e casas em Nanxiang, foram destruídas. Foi relatado que a única estrutura sobrevivente era uma porção da muralha de tijolos da cidade no canto nordeste da cidade. Mais de 40 000 pessoas foram mortas na cidade. Outras 30 000 pessoas morreram em Yongning quando deslizamentos de terra maciços enterraram muitas casas na área. Os efeitos no solo foram severos; grandes fissuras apareceram e a paisagem foi deformada. Um grande deslizamento de terra enterrou completamente a Cidade Antiga de Yongning durante o terremoto.
Vários picos de montanha, incluindo um no Condado de Jingning, se desprenderam e caíram, represando um rio e matando várias milhares de pessoas. No Condado de Zhuanglang, uma grande colina sofreu um deslizamento de terra, resultando em milhares de mortes. Muitas torres de portão, pavilhões e ameias no Condado de Qin'an foram destruídos.
Em Tianshui, o terremoto derrubou Templos confucianos e casas. Fissuras no solo e deslizamentos de terra mataram alguns residentes. Números menores de fatalidades foram relatados em outras partes da Província de Gansu. O terremoto também afetou as províncias de Shaanxi e Henan.